# Ljubomir Milić
Ljubomir Milić, srbski general, * 11. februar 1861, † 22. junij 1949.

## Življenjepis
Leta 1883 je končal Vojaško akademijo. Med srbsko-bolgarsko vojno je poveljeval četi in med prvo svetovno vojno je poveljeval Moravski diviziji. 